# Good Humor
Good Humor — бренд мороженого со штаб-квартирой в Янгстауне, штат Огайо, принадлежащий подразделению Good Humor-Breyers компании Unilever.

## История
Компания Good Humor была основана Гарри Бёртом в начале 1920-х годов в Янгстауне, штат Огайо. К середине 1930-х годов компания охватила большую часть страны. В 1961 году компания Good Humor была приобретена американским филиалом Thomas J. Lipton международного конгломерата Unilever.
После того, как бэби-бумеры состарились, прибыль снизилась, а затраты выросли из-за проблем с рабочей силой, бензином и страхованием. Компания продала свой флот в 1978 году, но продолжала распространять свою продукцию через продуктовые магазины и независимых уличных торговцев.
К 1984 году компания Good Humor вернулась к прибыльности. Начиная с 1989 года, компания Unilever расширила бренд Good Humor за счёт приобретения бренда Gold Bond Ice Cream, куда входил бренд Popsicle.
В 1993 году компания Unilever приобрела бренды Isaly Klondike и Breyers Ice Cream Company. В результате подразделение Good Humor-Breyers стало крупным производителем мороженого и замороженных десертов, входящим в международный бренд Unilever Heartbrand.

## Галерея
- Ранний грузовик Good Humor, также известный как «коммерческий автомобиль» (англ. «sales car»)
- Продажи мороженого Good Humor в Пойнт-Плезант, штат Нью-Джерси, 1966 год
- Автомобиль Good Humor 1960-х годов
- Продажи мороженого Good Humor, 1975 год
- Тележка с мороженым Good Humor в Торонто, 1984 год